# Kurt Brasack
Kurt Brasack, auch Curt Brasack, (* 6. April 1892 in Schönebeck; † 28. September 1978 in Hamburg) war ein deutscher Offizier, zuletzt SS-Brigadeführer und Generalmajor der Waffen-SS.

## Biografie
Brasack trat zum 1. Juli 1930 der NSDAP bei (Mitgliedsnummer 267.498) und war seit 1931 Mitglied der SS (SS-Nummer 8.216). Er befehligte von Mai 1934 bis Januar 1937 die 91. SS-Standarte. Er wurde 1938 zum SS-Oberführer befördert und befehligte die SS-Abschnitte XI und XXX. Er wurde zum Artillerie-Offizier ausgebildet. Im Januar 1942 war er Regimentskommandeur in der 5. SS-Panzer-Division „Wiking“ der Waffen-SS. Im März 1943 wurde er als SS-Standartenführer Nachfolger von Herbert-Ernst Vahl, kurzzeitig als  Divisionskommandeur der 2. SS-Reichs-Division bis ihn SS-Gruppenführer und Generalleutnant der Waffen-SS Walter Krüger im April ablöste. Er verblieb bis Juni 1943 in der Division.
Brasack beendete den Krieg als Artillerie-Kommandeur im IV. SS-Panzerkorps und im VII. SS-Panzerkorps.